# Ла-Ліга 2002—2003
Сезон 2002–2003 в Ла Лізі — футбольне змагання у найвищому дивізіоні чемпіонату Іспанії, що проходило між 27 серпня 2002 та 26 червня 2003 року. Став 72-м турніром з моменту заснування Ла Ліги. Участь у змаганні взяли 20 команд, у тому числі 3 команди, які попереднього сезону підвищилися у класі з Сегунди. За результатами сезону 17 команд продовжили виступи в елітному дивізіоні, а три найгірших клуби вибули до Сегунди.
Переможцем турніру став мадридський «Реал», який здобув свій 29-й трофей національної першості. Головним конкурентом мадридців у боротьбі за чергове «золото» національної першості був клуб «Реал Сосьєдад», який очолював турнірну таблицю чемпіонату з 6 по 23 тур та пізніше, протягом 34-36 турів. Вирішальними для визначення переможця Прімери 2002–03 став передостанній тур змагання, в якому «Реал Сосьєдад» програв у драматичному матчі клубу «Сельта Віго» з рахунком 2:3 і поступився першим місцем мадридцям. Обидва лідери чемпіонату виграли свої матчі останнього туру і таким чином «Реал Мадрид» з двоочковим відривом фінішував на чолі турнірної таблиці.
| Чемпіон Іспанії 2002—2003 |
| ------------------------- |
| «Реал Мадрид» 29-й титул  |

## Підсумкова турнірна таблиця
|                                            |     | Турнірна таблиця 2002-2003 | О  | І  | В  | Н  | П  | М+ | М- | РМ  |
| ------------------------------------------ | --- | -------------------------- | -- | -- | -- | -- | -- | -- | -- | --- |
| Чемпіон Іспанії · Вийшов до Ліги Чемпіонів | 1.  | «Реал Мадрид»              | 78 | 38 | 22 | 12 | 4  | 86 | 42 | +44 |
| Вийшов до Ліги Чемпіонів                   | 2.  | «Реал Сосьєдад»            | 76 | 38 | 22 | 10 | 6  | 71 | 45 | +26 |
| Вийшов до Ліги Чемпіонів                   | 3.  | «Депортіво» (Ла-Корунья)   | 72 | 38 | 22 | 6  | 10 | 67 | 47 | +20 |
| Вийшов до Ліги Чемпіонів                   | 4.  | «Сельта Віго»              | 61 | 38 | 17 | 10 | 11 | 45 | 36 | +9  |
|                                            | 5.  | «Валенсія»                 | 60 | 38 | 17 | 9  | 12 | 56 | 35 | +21 |
|                                            | 6.  | «Барселона»                | 56 | 38 | 15 | 11 | 12 | 63 | 47 | +16 |
|                                            | 7.  | «Атлетик» (Більбао)        | 55 | 38 | 15 | 10 | 13 | 63 | 61 | +2  |
|                                            | 8.  | «Бетіс»                    | 54 | 38 | 14 | 12 | 12 | 56 | 53 | +3  |
| Володар Кубка Іспанії                      | 9.  | «Мальорка»                 | 52 | 38 | 14 | 10 | 14 | 49 | 56 | -7  |
|                                            | 10. | «Севілья»                  | 50 | 38 | 13 | 11 | 14 | 38 | 39 | -1  |
|                                            | 11. | «Осасуна»                  | 47 | 38 | 12 | 11 | 15 | 40 | 48 | -8  |
|                                            | 12. | «Атлетіко» (Мадрид)        | 47 | 38 | 12 | 11 | 15 | 51 | 56 | -5  |
|                                            | 13. | «Малага»                   | 46 | 38 | 11 | 13 | 14 | 44 | 49 | -5  |
|                                            | 14. | «Вальядолід»               | 46 | 38 | 12 | 10 | 16 | 37 | 40 | -3  |
|                                            | 15. | «Вільярреал»               | 45 | 38 | 11 | 12 | 15 | 44 | 53 | -9  |
|                                            | 16. | «Расінг» (Сантандер)       | 44 | 38 | 13 | 5  | 20 | 54 | 64 | -10 |
|                                            | 17. | «Еспаньйол»                | 43 | 38 | 10 | 13 | 15 | 48 | 54 | -6  |
| Вибув до Сегунди                           | 18. | «Рекреатіво»               | 36 | 38 | 8  | 12 | 18 | 35 | 61 | -26 |
| Вибув до Сегунди                           | 19. | «Алавес»                   | 35 | 38 | 8  | 11 | 19 | 38 | 68 | -30 |
| Вибув до Сегунди                           | 20. | «Райо Вальєкано»           | 32 | 38 | 7  | 11 | 20 | 31 | 62 | -31 |

## Бомбардири

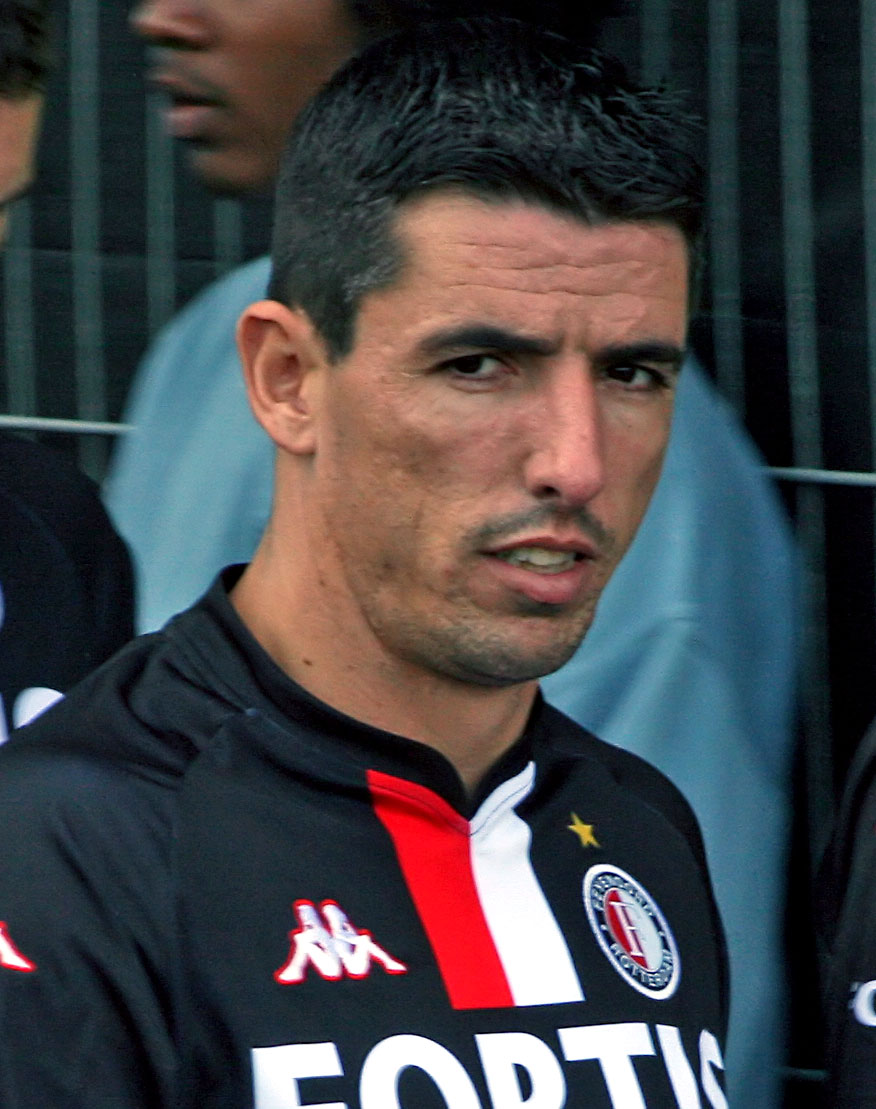
Найкращий бомбардир сезону Рой Макай.

Найкращим бомбардиром Прімери сезону 2002—03 став нападник клубу «Депортіво» (Ла-Корунья) голландець Рой Макай, який записав до свого активу 29 голів.
Найкращі бомбардири сезону:
|  | Голів | Бомбардир       | Команда                  |
|  | ----- | --------------- | ------------------------ |
|  | 29    | Рой Макай       | «Депортіво» (Ла-Корунья) |
|  | 23    | Рональдо        | «Реал Мадрид»            |
|  | 23    | Ніхат Кахведжі  | «Реал Сосьєдад»          |
|  | 20    | Дарко Ковачевич | «Реал Сосьєдад»          |
|  | 19    | Патрік Клюйверт | «Барселона»              |
|  | 16    | Рауль Гонсалес  | «Реал Мадрид»            |
|  |       |                 |                          |

## Рекорди сезону
- Найбільше перемог: «Реал Мадрид», «Реал Сосьєдад» та «Депортіво» (Ла-Корунья) (22)
- Найменше поразок: «Реал Мадрид» (4)
- Найкраща атака: «Реал Мадрид» (86 забито)
- Найкращий захист: «Валенсія» (35 пропущено)
- Найкраща різниця голів: «Реал Мадрид» (+44)
- Найбільше нічиїх: «Еспаньйол» та «Малага» (13)
- Найменше нічиїх: «Расінг» (Сантандер) (5)
- Найбільше поразок: «Райо Вальєкано» (20)
- Найменше перемог: «Райо Вальєкано» (7)
- Найгірша атака: «Райо Вальєкано» (31 забито)
- Найгірший захист: «Алавес» (68 пропущено)
- Найгірша різниця голів: «Райо Вальєкано» (-31)